# بخش کله
بخش کله (به فرانسوی: Arrondissement de Calais) یک بخش در فرانسه است که در پا-دو-کاله واقع شده‌است.